# Hartleton
Hartleton är en kommun av typen borough i Union County i Pennsylvania. Vid 2010 års folkräkning hade Hartleton 283 invånare.